# U.S.D. Caravaggio
Unione Sportiva Dilettantistica Caravaggio là một câu lạc bộ bóng đá của hiệp hội Ý, có trụ sở tại Caravaggio, Lombardy.

## Lịch sử
Câu lạc bộ được thành lập vào năm 1958 sau khi sáp nhập giữa US Veltro và Olimpia.
Vào cuối mùa 2007 2007, Caravaggio sáp nhập với USO Calcio, một đội từ thị trấn Calcio gần đó, tạo thành US Calcio Caravaggese.
Vào mùa hè năm 2009, các cổ đông của Caravaggio đã rời khỏi Calcio Caravaggese sau những bất đồng về quản lý đội bóng, thành lập lại Caravaggio với tên gọi hiện tại. Trong mùa giải 2009-10, đội bóng đã chơi ở Serie D, sau khi có được danh hiệu thể thao là Pedrengo Calcio, nhưng ngay lập tức nó đã bị xuống hạng ở Eccellenza Lombardy.
Vào cuối mùa giải 2011-12, đội được thăng hạng từ Eccellenza Lombardy sang Serie D.

## Màu sắc và huy hiệu
Màu của đội là trắng và đỏ.

## Đội hình hiện tại
Để xem các cầu thủ của đội hiện tại bấm vào đây.

## Danh hiệu
- liên_kết= Coppa Italia Lombardia:
  - Vô địch 1: 2011-12